# Videografia delle Ha*Ash
Questa che segue è una lista dei videografia delle Ha*Ash, gruppo musicale musica latino-americana statunitensi formatosi a Lake Charles nel 2002 e composto da Ashley Grace e Hanna Nicole.

## Album video
| Anno | Titolo                                                                               | Dettagli                                                       |
| ---- | ------------------------------------------------------------------------------------ | -------------------------------------------------------------- |
| 2011 | A Tiempo - Pubblicato: 16 maggio 2011 - Etichetta: Sony Music Latin                  | Incluso nella versione fisica di A Tiempo.                     |
| 2014 | Primera fila: Hecho realidad - Pubblicato: 11 novembre - Etichetta: Sony Music Latin | Incluso nella versione fisica di Primera fila: Hecho realidad. |
| 2019 | En vivo - Pubblicato: 6 dicembre - Etichetta: Sony Music Latin                       | Incluso nella versione fisica di En vivo.                      |

## Video musicali
| Anno | Titolo                                    | Regista/i          |
| ---- | ----------------------------------------- | ------------------ |
| 2002 | Odio amarte                               | –                  |
| 2003 | Estés en donde estés                      | –                  |
| 2004 | Te quedaste                               | –                  |
| 2005 | Amor a medias                             | Gustavo Garzón     |
| 2005 | Tu mirada en mi                           | David Ruiz         |
| 2006 | Me entrego a ti                           | Leo Sánchez        |
| 2006 | ¿Qué hago yo?                             | David Ruiz         |
| 2008 | No te quiero nada                         | –                  |
| 2008 | Lo que yo sé de ti                        | Pablo Davila       |
| 2011 | Impermeable                               | Fausto Terán       |
| 2011 | Te dejo en libertad (vivo)                | –                  |
| 2012 | Todo no fue suficiente                    | –                  |
| 2012 | ¿De dónde sacas eso? (vivo)               | –                  |
| 2014 | Perdón, perdón (vivo)                     | Nahuel Lerena      |
| 2015 | Lo aprendí de ti (vivo)                   | Nahuel Lerena      |
| 2015 | Ex de verdad (vivo)                       | Nahuel Lerena      |
| 2015 | No te quiero nada (vivo) (featuring Axel) | Nahuel Lerena      |
| 2015 | Dos copas de más (vivo)                   | Nahuel Lerena      |
| 2016 | Sé que te vas                             | Nahuel Lerena      |
| 2017 | 100 años (featuring Prince Royce)         | Pablo Croce        |
| 2018 | No pasa nada                              | Pablo Croce        |
| 2018 | Eso no va a suceder                       | Emiliano Castro    |
| 2019 | ¿Qué me faltó?                            | Toño Tzinzun       |
| 2019 | Si tú no vuelves                          | Gonzalo Ferrari    |
| 2021 | The Unforgiven                            | –                  |
| 2021 | Vencer el pasado                          | Dubraska Arias     |
| 2022 | Lo que un hombre debería saber            | Pablo Croce        |
| 2022 | Mejor que te acostumbres                  | Pablo Croce        |
| 2022 | Serías tú                                 | Andrés Ibañez Díaz |
| 2022 | Supongo que lo sabes                      | Pablo Croce        |
| 2022 | Si yo fuera tú                            | Nuno Gómez         |
| 2022 | Mi salida contigo (featuring Kenia Os)    | –                  |
| 2022 | Tenían razón                              | Pablo Croce        |

## Filmografia

### Cinema
- Igor (Film) (Hanna: Mela / Ashley: Heidi), Voci in spagnolo 2008.[24]
- Sing: Ven y canta! (film) (Hanna: Rosita / Ashley: Ash), Voci in spagnolo 2016.[25]
- Sing 2: ¡Ven y canta de nuevo! (Hanna: Rosita / Ashley: Ash), Voci in spagnolo 2021.[26]

### Televisione
- La voz... México (Loro stessi, Allenatori), 2012.[27]
- Me pongo de pie (Loro stessi, Allenatori), 2015.[28]
- Festival de Viña del Mar (Loro stessi, Giuria), 2018.[29]
- La voz... México (Loro stessi, Allenatori), 2022.[30]

## Canzoni utilizzate
Lista di brani utilizzati in Le colonne sonore.
- "Un amigo así" (Magos y gigantes), 2003.[31]
- "Código postal" (Código postal), 2006.[32]
- "Cree y atrévete" (Tinker Bell), 2008.[33]
- "Subiré al infierno" (Cumbia Ninja), 2012.
- "Al fin" (Sing: Ven y canta!), 2016.
- "Hasta que regreses" (El regreso de Lucas), 2016.[34]
- "Vencer el pasado" (Vencer el pasado), 2021.[35]